# Сезон ФК «Мальорка» 2010—2011
Сезон ФК «Мальорка» 2010—2011 - 14-й поспіль сезон футбольного клубу Мальорка в найвищій лізі іспанського футболу.

## Склад першої команди
Склад станом на кінець сезону
| №  | Поз. | Нац.       | Гравець                  |
| -- | ---- | ---------- | ------------------------ |
| 1  | ВР   | Аргентина  | Херман Люкс              |
| 3  | ПЗ   | Бразилія   | Жуан Віктор              |
| 4  | ЗХ   | Іспанія    | Іван Раміс               |
| 5  | ЗХ   | Іспанія    | Рубен                    |
| 7  | ПЗ   | Франція    | Мікаель Перейра          |
| 8  | ЗХ   | Іспанія    | Еміліо Нсуе.             |
| 9  | НП   | Камерун    | П'єр Вебо                |
| 11 | ПЗ   | Уругвай    | Гонсало Кастро Ірісабаль |
| 13 | ВР   | Ізраїль    | Дуду Ават                |
| 14 | ПЗ   | Японія     | Іенаґа Акіхіро           |
| 16 | ЗХ   | Португалія | Жозе Нунеш (капітан)     |
| 17 | ЗХ   | Іспанія    | Айосе                    |
| 18 | НП   | Іспанія    | Віктор                   |

| №  | Поз. | Нац.       | Гравець             |
| -- | ---- | ---------- | ------------------- |
| 19 | ПЗ   | Іспанія    | Хосе Луїс Марті     |
| 20 | ПЗ   | Нідерланди | Джонатан де Гузман. |
| 21 | ЗХ   | Іспанія    | Марті Креспі        |
| 22 | ЗХ   | Іспанія    | Пау Сендрос         |
| 23 | ЗХ   | Іспанія    | Енріке Корралес     |
| 26 | НП   | Іспанія    | Серхі Енріч         |
| 27 | ПЗ   | Іспанія    | Серхіо Техера       |
| 28 | ПЗ   | Іспанія    | Томас Піна Ісла     |
| 29 | ЗХ   | Іспанія    | Кевін               |
| 30 | ВР   | Іспанія    | Томеу Надаль        |
| 31 | ЗХ   | Іспанія    | Абдон               |
| 33 | ЗХ   | Іспанія    | Хімо Наварро        |

### Полишили клуб під час сезону
| №  | Поз. | Нац.      | Гравець                                  |
| -- | ---- | --------- | ---------------------------------------- |
| 2  | ЗХ   | Бразилія  | Едсон Ратіньйо (орендований у Сан-Паулу) |
| 10 | НП   | Аргентина | Фернандо Кавенагі (орендований з Бордо)  |

| №  | Поз. | Нац.    | Гравець                                    |
| -- | ---- | ------- | ------------------------------------------ |
| 15 | ПЗ   | Іспанія | Туні (орендований у Хімнастік (Таррагона)) |

## Змагання

### Ла-Ліга

#### Турнірна таблиця
|                                                  |     | Турнірна таблиця 2010—2011 | О  | І  | В  | Н  | П  | М+  | М- | РМ  |
| ------------------------------------------------ | --- | -------------------------- | -- | -- | -- | -- | -- | --- | -- | --- |
| Чемпіон Іспанії                                  | 1.  | «Барселона»                | 96 | 38 | 30 | 6  | 2  | 95  | 21 | +74 |
| Володар Кубка Іспанії · Вийшов до Ліги Чемпіонів | 2.  | «Реал Мадрид»              | 92 | 38 | 29 | 5  | 4  | 102 | 33 | +69 |
| Вийшов до Ліги Чемпіонів                         | 3.  | «Валенсія»                 | 71 | 38 | 21 | 8  | 9  | 64  | 44 | +20 |
| Вийшов до Ліги Чемпіонів                         | 4.  | «Вільярреал»               | 62 | 38 | 18 | 8  | 12 | 54  | 44 | +10 |
|                                                  | 5.  | «Севілья»                  | 58 | 38 | 17 | 7  | 14 | 62  | 61 | +1  |
|                                                  | 6.  | «Атлетик» (Більбао)        | 58 | 38 | 18 | 4  | 16 | 59  | 55 | +4  |
| [ 2 ]                                            | 7.  | «Атлетіко» (Мадрид)        | 58 | 38 | 17 | 7  | 14 | 62  | 53 | +9  |
|                                                  | 8.  | «Еспаньйол»                | 49 | 38 | 15 | 4  | 19 | 46  | 55 | -9  |
|                                                  | 9.  | «Осасуна»                  | 47 | 38 | 13 | 8  | 17 | 45  | 46 | -1  |
|                                                  | 10. | «Спортінг» (Хіхон)         | 47 | 38 | 11 | 14 | 13 | 35  | 42 | -7  |
|                                                  | 11. | «Малага»                   | 46 | 38 | 13 | 7  | 18 | 54  | 68 | -14 |
|                                                  | 12. | «Расінг» (Сантандер)       | 46 | 38 | 12 | 10 | 16 | 41  | 56 | -15 |
|                                                  | 13. | «Сарагоса»                 | 45 | 38 | 12 | 9  | 17 | 40  | 53 | -13 |
|                                                  | 14. | «Леванте»                  | 45 | 38 | 12 | 9  | 17 | 41  | 52 | -11 |
|                                                  | 15. | «Реал Сосьєдад»            | 45 | 38 | 14 | 3  | 21 | 49  | 66 | -17 |
|                                                  | 16. | «Хетафе»                   | 44 | 38 | 12 | 8  | 18 | 49  | 60 | -11 |
|                                                  | 17. | «Мальорка»                 | 44 | 38 | 12 | 8  | 18 | 41  | 56 | -15 |
| Вибув до Сегунди                                 | 18. | «Депортіво» (Ла-Корунья)   | 43 | 38 | 10 | 13 | 15 | 31  | 47 | -16 |
| Вибув до Сегунди                                 | 19. | «Еркулес»                  | 35 | 38 | 9  | 8  | 21 | 36  | 60 | -24 |
| Вибув до Сегунди                                 | 20. | «Альмерія»                 | 30 | 38 | 6  | 12 | 20 | 36  | 70 | -34 |

## Нотатки
1. ↑  Нсуе народився в місті Пальма (Іспанія) і грав за пізні юнацькі та молодіжні збірні від (U-16 до U-21, але завдяки національності батька дістав право грати на міжнародному рівні в складі збірної Екваторіальної Гвінеї, за яку дебютував у березні 2013 року
2. ↑  Де Гузман народився в Скарборо (Канада), але 2008 року одержав громадянство Нідерландів і згодом, у січні 2013 року дебютував за збірну цієї країни

Шаблон:ФК «Мальорка»